# Razak Omotoyossi
Razak Omotoyossi, född 8 oktober 1985 i Lagos, Nigeria, död 19 augusti 2025 i Benin, var en nigeriansk-beninsk fotbollsspelare (anfallare). Han spelade under sin karriär bland annat för Helsingborgs  IF, Gais och franska Metz, och representerade även Benins landslag.
Omotoyossis moderklubb var den nigerianska klubben Sunshine Stars FC. Han kom till Helsingborgs IF från FC Sheriff i den moldaviska ligan i februari 2007. Omotoyossi ersatte Luton Shelton som anfallare bredvid Henrik Larsson och gjorde det med bravur då han tog en delad förstaplats i skytteligan med Marcus Berg.
Efter att han blivit utbytt i en allsvensk match säsongen 2008 blev Razak Omotoyossi rasande och klargjorde att han ville byta klubb. Till slut blev det bekräftat att Omotoyossi värvades till den saudiska klubben Al-Nasr. Razak hamnade fort i kylan och fick bara spela några få matcher. Han tröttnade då och bröt sitt kontrakt med klubben. Omotoyossi var klubblös i några månader innan han i början av juni 2009 skrev på för den franska Ligue 2-klubben FC Metz.
Omotoyossi skrev den 30 mars 2011 på för den allsvenska klubben Gais. Han fick tröjnummer 22 och ett kontrakt med klubben som sträckte sig fram till juli samma år. Övergången blev dock problematisk då det framkom att Omotoyossi innan dess varit registrerad av walesiska Swansea som amatörspelare. I slutet av april blev han dock spelklar för Gais. Den 26 juli samma år blev han klar för Syrianska FC.

## Meriter
- Delad allsvensk skytteligavinnare tillsammans med Marcus Berg (båda med 14 gjorda mål) 2007.